# That What Is Not
That What Is Not — восьмой студийный альбом группы Public Image Ltd., выпущенный в 1992 году. Альбом записан тремя участниками: Джоном Лайдоном, Джоном Макгиохом и Алланом Диасом, при участии сессионных музыкантов.

## Об альбоме
Все песни были недавно написаны для альбома; в концовке песни «Acid Drops» слышна строка «No Future» от песни «God Save the Queen» Sex Pistols. Очевидно, образец был первоначально включен, как завершение продюсером Дэйвом Джерденом. Джон Лайдон счёл, что это соответствовало песне антицензуры и решил оставить это.
«God» первоначально был назван «QP33». На различных пресс-релизах также говорили, что песня имеет название «QP33». Но на официальном релизе песня была названа «God».
Мартин Лайдон получил деньги за помощь при программирование.

## Список композиций
| №   | Название       | Длительность |
| --- | -------------- | ------------ |
| 1.  | «Acid Drops»   | 6:35         |
| 2.  | «Luck’s Up»    | 4:07         |
| 3.  | «Cruel»        | 5:18         |
| 4.  | «God»          | 5:33         |
| 5.  | «Covered»      | 4:40         |
| 6.  | «Love Hope»    | 3:47         |
| 7.  | «Unfairground» | 5:16         |
| 8.  | «Think Tank»   | 4:40         |
| 9.  | «Emperor»      | 4:08         |
| 10. | «Good Things»  | 5:33         |